# Adolfo Machado
Adolfo Abdiel Machado (Cidade do Panamá, 14 de fevereiro de 1985) é um futebolista panamenho que atua como zagueiro. Atualmente defende o Houston Dynamo.

## Carreira
Adolfo Machado fez parte do elenco da Seleção Panamenha de Futebol da Copa América de 2016.